# Charm School
Charm School (en español: "Escuela del encanto") es el título del octavo álbum grabado en estudio de la banda sueca de música pop Roxette, y fue lanzado al mercado el 11 de febrero de 2011. Es el primer álbum del dúo completamente grabado en estudio desde que publicaron el álbum Room Service, 10 años antes. El álbum Charm School fue el mayor éxito comercial desde Tourism en países como Alemania y Suiza, donde alcanzó el número 1.
El álbum se editó en formato CD y LP. También se publicó una Edición Deluxe en formato de Digipack, incluyendo un CD de bonus con 12 canciones en directo, las cuales fueron grabadas en San Petersburgo, Halmstad y Stavanger durante su gira musical de 2010.
El tema "She's Got Nothing On (But the Radio)" fue el primer sencillo promocional en extraerse del álbum.

## Antecedentes
El 23 de octubre de 2009, el periódico sueco Expressen publicó que la banda estaba grabando nuevas canciones desde mayo de 2009.

## Charm School Revisited
El 28 de noviembre de 2011, se lanzó el previamente anunciado "Charm School Revisited", una nueva versión de Charm School que incluye las 12 canciones del álbum original más las versiones demo de estas, además de 2 remixes de She's Got Nothing On (But the Radio) y una versión Bassflow de Speak To Me.

## Lista de canciones
Álbum: "Charm School" (grabado en estudio)

Todas las canciones escritas y compuestas por Per Gessle. 
| N.º   | Título                                 | Duración |  |
| 1.    | «Way Out»                              | 2:45     |  |
| 2.    | «No One Makes It on Her Own»           | 3:42     |  |
| 3.    | «She's Got Nothing On (But the Radio)» | 3:33     |  |
| 4.    | «Speak to Me»                          | 3:41     |  |
| 5.    | «I'm Glad You Called»                  | 2:48     |  |
| 6.    | «Only When I Dream»                    | 3:52     |  |
| 7.    | «Dream On»                             | 3:09     |  |
| 8.    | «Big Black Cadillac»                   | 3:05     |  |
| 9.    | «In My Own Way»                        | 3:30     |  |
| 10.   | «After All»                            | 3:15     |  |
| 11.   | «Happy on the Outside»                 | 3:37     |  |
| 12.   | «Sitting on Top of the World»          | 3:55     |  |
| 49:59 |                                        |          |  |

- Bonus Tracks sólo para iTunes (no incluida en el CD-Bonus del álbum "Charm School" (formato Digipak, 2 CD de audio)

| iTunes only bonus track |                                                        |          |  |
| N.º                     | Título                                                 | Duración |  |
| 13.                     | «It Must Have Been Love» (Live in St. Petersburg 2010) | 6:01     |  |

- CD-Bonus grabado en directo del álbum "Charm School" (formato: Digipak, 2 CD de audio)

| N.º   | Título                                                        | Duración |  |
| 1.    | «Dressed for Success» (Live in St. Petersburg 2010)           | 4:36     |  |
| 2.    | «Sleeping in My Car» (Live in Stavanger 2010)                 | 3:41     |  |
| 3.    | «Wish I Could Fly» (Live in St. Petersburg 2010)              | 4:51     |  |
| 4.    | «7Twenty7» (Live in Halmstad 2010)                            | 3:57     |  |
| 5.    | «Perfect Day» (Live in St. Petersburg 2010)                   | 3:19     |  |
| 6.    | «Things Will Never Be the Same» (Live in St. Petersburg 2010) | 3:00     |  |
| 7.    | «How Do You Do!/Dangerous» (Live in Stavanger 2010)           | 6:55     |  |
| 8.    | «Silver Blue» (Live in St. Petersburg 2010)                   | 5:10     |  |
| 9.    | «Joyride» (Live in St. Petersburg 2010)                       | 4:27     |  |
| 10.   | «Listen to Your Heart» (Live in St. Petersburg 2010)          | 5:46     |  |
| 11.   | «The Look» (Live in Halmstad 2010)                            | 6:23     |  |
| 12.   | «Church of Your Heart» (Live in St. Petersburg 2010)          | 4:46     |  |
| 56:13 |                                                               |          |  |

- "Charm School" Revisited (2 CD de audio, el CD-2 incluye las maquetas o demos de la edición sencilla de "Charm School")

Todas las canciones escritas y compuestas por Per Gessle. 
| N.º   | Título                                                                            | Duración |  |
| 1.    | «Way Out» (Demo 25 de enero de 2010)                                              | 2:22     |  |
| 2.    | «No One Makes It on Her Own» (Demo 26 de julio de 2010)                           | 3:18     |  |
| 3.    | «She's Got Nothing On (But the Radio)» (Demo 7 de agosto de 2009)                 | 2:30     |  |
| 4.    | «Speak to Me» (Demo 13 de julio de 2010)                                          | 3:33     |  |
| 5.    | «I'm Glad You Called» (Demo 19 de noviembre de 2009 en el Westin Hotel, Róterdam) | 2:40     |  |
| 6.    | «Only When I Dream» (Demo 7 de agosto de 2009)                                    | 3:33     |  |
| 7.    | «Dream On» (Demo 25 de enero de 2010)                                             | 2:53     |  |
| 8.    | «Big Black Cadillac» (Demo 2 de julio de 2010)                                    | 3:02     |  |
| 9.    | «In My Own Way» (Demo 7 de agosto de 2009)                                        | 2:53     |  |
| 10.   | «After All» (Demo 27 de julio de 2010)                                            | 3:22     |  |
| 11.   | «Happy on the Outside» (Demo 17 de agosto de 2005)                                | 2:27     |  |
| 12.   | «Sitting on Top of the World» (Demo 13 de julio de 2010)                          | 2:45     |  |
| 13.   | «Speak to Me» (Bassflow Remake)                                                   | 3:37     |  |
| 14.   | «She's Got Nothing On (But the Radio)» (Adam Rickfors radio edit)                 | 3:28     |  |
| 15.   | «She's Got Nothing On (But the Radio)» (Adrian Lux Remix original version)        | 5:34     |  |
| 47:57 |                                                                                   |          |  |

- Bonus tracks incluidos sólo en la Edición Vinilo de "Charm School".[4]

| Deluxe Edition bonus disc |                                             |          |  |
| N.º                       | Título                                      | Duración |  |
| 16.                       | «No One Makes It On Her Own» (long version) | 3:58     |  |
| 17.                       | «Speak to Me» (fast version)                |          |  |

## Outtakes o canciones descartadas
- "Charm School" (demo version) [canción que será retomada, editada y grabada en su versión definitiva para el siguiente álbum de estudio y re-titulada como "Touched By the Hand of God"[5]]

### Filmaciones
- "Charm School"[6]

## Posicionamiento
| Listas (2011)                  | Posición más alta |
| ------------------------------ | ----------------- |
| Listas alemanas de álbumes     | 1                 |
| Listas australianas de álbumes | 49                |
| Listas austríacas de álbumes   | 2                 |
| Listas belgas de álbumes       | 27                |
| Listas checas de álbumes       | 1                 |
| Listas españolas de álbumes    | 14                |
| Listas finlandesas de álbumes  | 34                |
| Listas húngaras de álbumes     | 19                |
| Listas neerlandesas de álbumes | 21                |
| Listas noruegas de álbumes     | 26                |
| Listas suecas de álbumes       | 2                 |
| Listas suizas de álbumes       | 1                 |